# バランゲー・ダ・パロウ2世
バランゲー・ダ・パロウ2世（Berenguer de Palou II、生年不明 - 1241年）は、アラゴン＝カタルーニャ連合王国のカトリック聖職者。バルセロナ司教（1212年-1241年）。アラゴン王ハイメ1世の主要な庇護者。

## 経歴

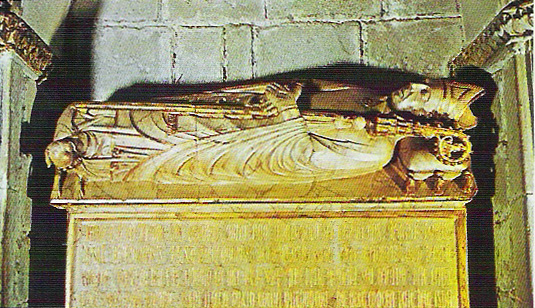
バルセロナ大聖堂にあるパロウの墓

おじのバランゲー・ダ・パロウ1世もバルセロナ司教（1200年-1206年）であり、バランゲー・ダ・パロウ2世はバルセロナ大聖堂にて律修司祭となった。1212年にはパロウがバルセロナ司教に選出された。同年にはイスラム教徒のムワッヒド朝に対するレコンキスタ（再征服運動）の一環として、アラゴン王ペドロ2世とともにラス・ナバス・デ・トロサの戦いに参加した。パロウはフランス王の娘とペドロ2世の結婚の交渉にあたったが、ローマ教皇がこの婚姻を取り消したことで実現していない。1213年のミュレの戦いでペドロ2世が戦死すると、1218年にはアラゴン＝カタルーニャ連合王国の王室顧問と高官となった。。1219年には自身が所有していた50人の騎士や兵士とともに、第5回十字軍に参加してエジプトのダミエッタに赴いた。
いずれもバルセロナにて、1218年にはメルセーの聖母の叙階式の設立に、1219年にはドミニコ会の設立に、1232年にはフランシスコ会の設立に携わっている。1225年にはペニスコラとバレンシアを攻撃するハイメ1世に同行したが、これらの戦いは不成功に終わった。ハイメ1世とパロウはイスラム教徒が支配していたバレアレス諸島のマヨルカ島の征服を計画。この計画が成功すると、もともとマヨルカ島のアンドラッチ男爵が所有していた875人の騎士の土地と8の風車を受け取った。パロウはマヨルカ征服の最終局面に負傷し、足が不自由となっている。
1233年にはタラゴナ大司教に選出されたが、教皇グレゴリウス9世はパロウを承認しなかった。1237年にはバルセロナのサンタ・クララ修道院の設立に寄与した。1238年には60人の騎士とともにバレンシアとデニアのタイファの征服に参加し、いくらかの邸宅やアルモネシールの領土を受け取った。1241年に死去し、パロウの遺体は自身が設立に携わったバルセロナ大聖堂の聖ミケル礼拝堂に収められている。